# Galería de la Herencia Musa
La Galería de la Herencia Musa es un museo de arte en Kumbo, Camerún. Alberga una colección de más de 400 objetos de arte que fueron creadas principalmente entre 1970 y 2000, y van desde obras de bambú hasta tallas de madera, de cestería a cerámica. El museo es un lugar de intercambio y de educación, un lugar donde las artes abren caminos para una mejor comprensión de la historia y las tradiciones de la región de los campos de hierba de Camerún.